# Метаграммы
Метагра́ммы (от др.-греч. μετά — «между», γράμμα — «буква») — разновидность шарад, загадок, в которых зашифрованы различные слова, состоящие из одного и того же числа букв. Разгадав одно из слов метаграммы, нужно заменить в нём одну или несколько букв так, чтобы получилось новое слово по смыслу загадки. Также существуют головоломки, целью которых является последовательным изменением по одной букве перейти от одного загаданного слова к другому в заданное число шагов.
Играть в эту игру можно в компании, раздав каждому по одной метаграмме на отдельном листке бумаги или по нескольку таких листков. Кто быстрее разгадает свои метаграммы, тот и победит.

## История
Первая метаграмма была опубликована в журнале «Ярмарка тщеславия» 29 марта 1879 года. Её автором был Льюис Кэрролл, английский писатель, математик и логик, автор сказок «Алиса в стране чудес» и «Алиса в Зазеркалье».
В российской истории появление метаграмм пока не определенно, но известно множество метаграммам написанных такими авторами как Р. Вердин, О. Степанов, Е. Ефимовский. Метаграмму активно использует Елена Кацюба в поэме «Свалка» (1985 г.) и в сборнике «Игр рай» (2003), превращая в стихотворении рожу в лицо, муху в слона, свет во мрак и т. д. Она называет такие превращения «стихийные мутации».

## Виды метаграмм
Существует два основных вида метаграмм. Первый из них имеет общие черты с обычными загадками или шарадами, второй представляет собой логическую игру, головоломку. В первом случае задачей является отгадать загаданные в шараде слова, а во втором случае необходимо от заданного слова, постепенно меняя по одной букве, чтобы получить «промежуточные» слова, прийти в итоге к конечному.

### Примеры метаграмм-игр
| С | О | М |
| - | - | - |
| К | О | М |
| К | О | Т |
| К | И | Т |

| В | О | Л | К |
| - | - | - | - |
| П | О | Л | К |
| П | О | Л | А |
| П | О | З | А |
| К | О | З | А |

| Р | Е | Ч | Ь |
| - | - | - | - |
| Т | Е | Ч | Ь |
| Т | Е | Н | Ь |
| Т | Е | Н | Т |
| Т | Е | С | Т |
| Т | О | С | Т |

Эта игра называется цепочка слов, её изобрёл Льюис Кэрролл. В ней требуется за минимальное число шагов перейти от начального слова к конечному, меняя на каждом шаге ровно одну букву. В качестве начального и конечного слова обычно выбирают противоположные в каком-то смысле слова, например: волк-коза, ночь-день, море-река. Особым интересом пользуется пара муха-слон (как сделать из мухи слона?). Рекорд, полученный без помощи компьютера в 1992 г., принадлежит Сергею Мельникову (11 шагов): МУХА-МУРА-ТУРА-ТАРА-ПАРА-ПАРК-ПАУК-ПАУТ-ПЛУТ-ПЛОТ-СЛОТ-СЛОН. Компьютер установил несколько рекордов в 9 шагов, но в каждой цепочке использовал редкое слово коан: МУХА-МУРА-ФУРА-ФОРА-КОРА-КОРН-КОАН-КЛАН-КЛОН-СЛОН.
В декабре 2011 г. был поставлен новый рекорд в 8 шагов, но почти все слова в рекордной цепочке довольно редкие: МУХА-МУЛА-КУЛА-КИЛА-КИЛТ-КИОТ-КЛОТ-КЛОН-СЛОН. Этот рекорд также был получен без помощи компьютерной программы, два недостающих слова, которые автор рекорда не знал, он подобрал с помощью поиска в Яндексе.
Текущий рекорд был установлен в марте 2017 года специалистом по палиндромам Владимиром Гончаровым и составляет 7 шагов: МУХА-МУЛА-КУЛА-КИЛА-КИЛН-КИОН-СИОН-СЛОН. В то же время, лишь одно слово из этой цепочки, кила, присутствует в «Грамматическом словаре русского языка» Андрея Зализняка — этот словарь чаще всего применяют в компьютерной лингвистике.